# Nicole Malliotakis
Nicole Malliotakis (ur. 11 listopada 1980 w Nowym Jorku) – amerykańska polityk, członkini Partii Republikańskiej. Od 3 stycznia 2021 jest przedstawicielką 11. okręgu wyborczego w stanie Nowy Jork w Izbie Reprezentantów Stanów Zjednoczonych.

## Biografia
Jest córką imigrantów, jej ojciec pochodzi z Grecji, a matka jest kubańską uchodźczynią z czasów dyktatury Castro. Wychowała się w prawosławnej rodzinie. Uzyskała tytuły licencjata w dziedzinie komunikacji na Seton Hall University oraz Master of Business Administration (MBA) na Wagner College w Nowym Jorku.
W latach 2011–2012, a następnie 2013–2021 była członkiem Zgromadzenia Stanu Nowy Jork. W 2015 roku była przewodniczącą kampanii prezydenckiej w Nowym Jorku, konserwatywnego senatora Marco Rubio. W 2017 roku była kandydatką na burmistrza Nowego Jorku, przeciwko urzędującemu Billowi de Blasio.
3 listopada 2020 została wybrana na członka Izby Reprezentantów z 11. okręgu stanu Nowy Jork, pokonując urzędującego demokratę Maxa Rose'a, stosunkiem 53,1% do 46,8% głosów. 11. okręg który reprezentuje obejmuje dzielnice Brooklyn i Staten Island.

## Stanowiska polityczne
Malliotakis została zidentyfikowana jako członkini konserwatywnej grupy zwanej jako „Freedom Force”, która deklaruje walkę z socjalizmem w Ameryce. Jej historia głosowań pokazuje, że jest zasadniczo przeciwna prawu do aborcji i podwyżkom płac minimalnych.
Głosowała za ustawodawstwem dotyczącym ochrony dzieci, w tym za terapią zmiany orientacji seksualnej nieletnich, inicjatywami bezpieczeństwa publicznego i różnymi ustawami o ochronie zwierząt. W 2013 roku głosowała przeciwko swojej konferencji, za przełomową ustawą o kontroli broni.